# Sangue do Meu Sangue (Film)
Sangue do Meu Sangue (dt.: Blut von meinem Blut) ist ein Spielfilm des portugiesischen Regisseurs João Canijo aus dem Jahr 2011. Der Film war der portugiesische Kandidat für den besten fremdsprachigen Film zur Oscarverleihung 2013, gelangte dort jedoch nicht zur Nominierung.

## Handlung
Die beiden Schwestern Márcia und Ivete leben mit den beiden erwachsenen Kindern von Márcia in der Neubausiedlung Padre Cruz am Stadtrand von Lissabon. Tochter Cláudia studiert Pflegewesen und arbeitet in einem Supermarkt an der Kasse, Joca verdingt sich als Kleinkrimineller. Innerhalb einer Woche verändert sich das Familienleben von Grund auf. Als Joca versucht, den Dealer, für den er mit Drogen handelt, übers Ohr zu hauen, wird er festgenommen. Cláudia stellt ihrer Mutter einen verheirateten Lehrer als neuen Liebhaber vor. Márcia, die leidvoll an ihre eigene Lebensgeschichte denkt, versucht, diese Beziehung zu einem Ende zu bringen.

## Preise

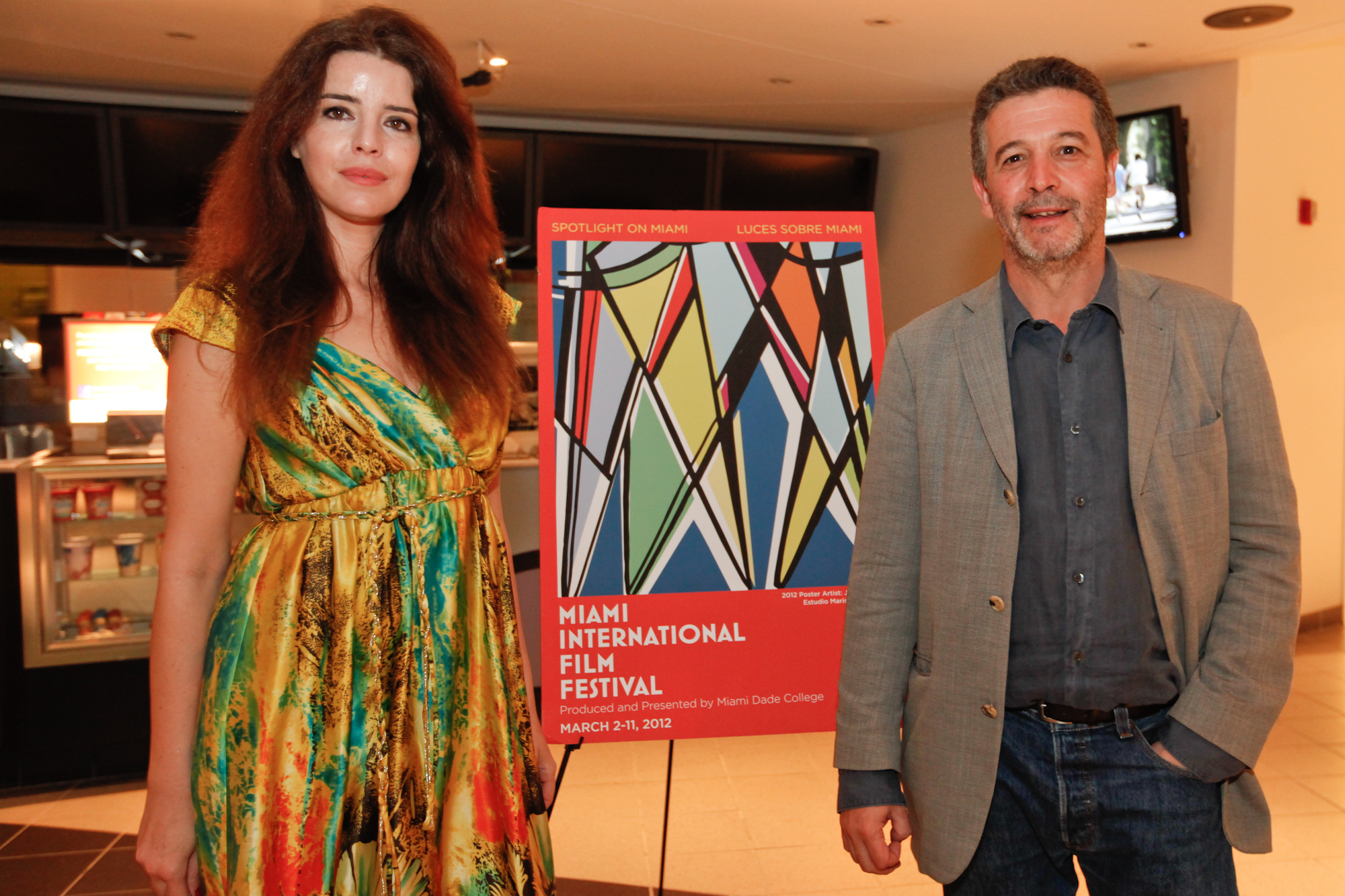
Anabela Moreira und Regisseur João Canijo begleiteten ihren Film beim Miami Film Festival (2012)

- Toronto International Film Festival 2011
- Palm Springs International Film Festival 2011
- Miami Film Festival 2012 
  - Grand Jury Prize
- Caminhos do Cinema Português 2011 
  - Bester Regisseur
  - Bestes Originaldrehbuch
  - Beste Schauspielerin (Rita Blanco)
  - Großer Preis der Stadt Coimbra
- Festival Internacional de Cine de Donostia-San Sebastián 2011
  - FIPRESCI-Preis
  - TVE Otra Mirada Preis, Besondere Erwähnung